# Anna Haag (Politikerin)
Anna Haag (* 10. Juli 1888 in Althütte als Anna Pauline Wilhelmine Schaich; † 20. Januar 1982 in Hoffeld (Stuttgart)) war eine deutsche Schriftstellerin, Pazifistin, Politikerin (SPD) und Frauenrechtlerin.

## Leben

### Herkunft
Anna Haag wuchs mit fünf weiteren Geschwistern in bescheidenen Verhältnissen auf; der Vater war Lehrer. Ihr Onkel Ottmar Mergenthaler erfand die Linotype-Setzmaschine. Die Familie zog 1901 nach Dettingen an der Erms und wohnte bis 1913 im „Schlössle“, dem heutigen Rathaus. Nach der Volksschule und einiger Zeit an der höheren Töchterschule in Backnang und der Frauenarbeitsschule in Reutlingen arbeitete Anna Haag im elterlichen Haushalt mit.

### Heirat, Auswanderung
Sie heiratete im Jahr 1909 den späteren Professor der Mathematik und Philosophie Albert Haag aus Künzelsau. Das Ehepaar ging zunächst nach Lähn in Schlesien und dann nach Treptow an der Rega in Pommern, wo Albert Haag als Lehrer tätig war. 1910 wurde ihre Tochter Isolde geboren. 1912 zogen sie nach Bukarest, wo Anna Haag begann, für deutsche Zeitungen zu schreiben.
Im Jahr 1915 wurde ihre Tochter Sigrid geboren.
1916 leitete Anna Haag während der Internierung ihres Mannes in Bukarest eine Flüchtlingsunterkunft, später ein Wohnheim für deutsche Arbeiterinnen.

### Rückkehr nach Deutschland
Nach dem Ersten Weltkrieg kehrte die Familie zurück nach Nürtingen in Württemberg. Dort fing Haag an, Romane zu schreiben, während ihr Mann wieder als Mathematiklehrer unterrichtete. 1922 wurde ihr Sohn Rudolf geboren. Anna Haag begann, in mehreren deutschsprachigen Zeitungen das Tagebuch einer Mutter zu veröffentlichen. 1926 zog die Familie nach Stuttgart. Ihr autobiografischer Roman Die vier Roserkinder erschien.

### Zeit des Nationalsozialismus
Während der Zeit des Nationalsozialismus wurde Albert Haag wegen pazifistischer Äußerungen strafversetzt. Zu einem etwaigen Publikationsverbot während des Nationalsozialismus gibt es sich widersprechende Aussagen. Laut Knut von Harbou erhielt Anna Haag wegen ihres Engagements für die 1933 verbotene Internationale Frauenliga für Frieden und Freiheit Publikationsverbot.
Günter Randecker hingegen widerspricht dieser Darstellung und nennt mehrere Texte sowie einen Auszug aus ihrem Roman Die vier Roserkinder, die 1939/40 im Jahrbuch Wir Mädel des Bund Deutscher Mädel veröffentlicht worden seien.

### Nachkriegszeit
Nach dem Zweiten Weltkrieg unternahm Anna Haag Vortragsreisen in die USA, um dem negativen Deutschlandbild dort etwas entgegenzusetzen. In Stuttgart gründete sie den Deutsch-Amerikanischen Frauenclub mit. Haag engagierte sich in Stuttgart im Paritätischen Wohlfahrtsverband, dem Verein Haus für Neurosekranke und war beteiligt an der Gründung der Psychotherapeutischen Klinik in Stuttgart-Sonnenberg.

### Tod, Beisetzung
Nach ihrem Tod im Januar 1982 wurde sie auf dem Birkacher Friedhof beigesetzt. Dort befindet sich seit 2025 auch ein Denkmal für Haag.

## Geheime Tagebücher
Haag schrieb vom Jahr 1940 bis zum 22. April 1945 etwa „zwanzig Bände voll hellsichtiger Notizen zum Leben im ‚Dritten Reich‘“. Diese versteckte Haag zuerst in ihrem Keller, später vergrub sie sie im Garten. Nach dem Krieg überführte sie die Tagebücher in ein 500-seitiges Typoskript, fand jedoch keinen Verlag dafür. 1968 erschienen Teile davon in ihrer Autobiografie Das Glück zu leben. Ihre Tochter übergab den gesamten Nachlass 1981 dem Stadtarchiv Stuttgart. 2003 brachte ihr Sohn weitere Auszüge der Aufzeichnungen heraus. 2016 wurden Teile der Tagebücher vom ehemaligen Direktor des „Centre for German-Jewish Studies“, Edward Timms, in seiner Studie Anna Haag and her Secret Diary of the Second World War. A Democratic German Feminist’s Response to the Catastrophe of National Socialism veröffentlicht. Drei Jahre später erschien Timms Buch auf Deutsch. 2021 wurde das gesamte Typoskript unter dem Titel „Denken ist heute überhaupt nicht mehr Mode“. Tagebuch 1940–1945 erstmals vollständig veröffentlicht. In den Tagebüchern wird deutlich, dass Haag eine entschiedene Gegnerin des Nationalsozialismus war; sie sah in diesem die Verneinung jeglicher menschlicher Werte.

## Politische Tätigkeit
Anna Haag trat bereits zur Zeit der Weimarer Republik der SPD bei, da sie überzeugt war, dass die SPD am ehesten ein demokratisches Deutschland erreichen könne. Aufgrund ihrer Erlebnisse im Ersten Weltkrieg setzte sie sich vehement für den Frieden ein und hoffte, dies auch innerhalb der SPD tun zu können. Außerdem trat sie 1925 der Internationalen Frauenliga für Frieden und Freiheit bei, die 1915 gegründet worden war und ab 1919 auch eine deutsche Sektion hatte. 1945 rief sie den württembergischen Ableger der Frauenliga wieder ins Leben und übernahm dessen Vorsitz.
Sie engagierte sich nach dem Zweiten Weltkrieg für den Wiederaufbau Stuttgarts und setzte sich für die politische Bildung von Frauen ein. 1949 gab Anna Haag die Zeitschrift Die Weltbürgerin heraus mit dem Ziel, die Frauen von ihrer politischen Mitverantwortung zu überzeugen. Anna Haag war unter anderem Mitglied des Städtischen Beirats der Stadt Stuttgart und Mitbegründerin der Arbeitsgemeinschaft Stuttgarter Frauen. 1951 gründete sie die Wohn- und Arbeitsstätte für junge Frauen, das heutige Anna-Haag-Haus in Bad Cannstatt.
1946 wurde Anna Haag für die SPD in die Verfassunggebende Landesversammlung und anschließend in den ersten Landtag von Württemberg-Baden berufen. Unter anderem setzte sie sich für die einstweilige Aussetzung von Strafverfahren im Zusammenhang mit § 218 ein. Landtagsmitglied blieb sie bis 1950, sie wollte sich danach verstärkt auf ihre soziale und schriftstellerische Arbeit konzentrieren.
Anna Haag engagierte sich für die Anerkennung der Hausfrauenarbeit als vollgültige Arbeit und begründete den Hausfrauenverband mit. Und sie setzte sich für die Ablehnung der Pflicht zum Kriegsdienst mit der Waffe ein. Der Satz „Niemand darf zum Kriegsdienst mit der Waffe gezwungen werden“ aus dem von ihr eingebrachten Gesetz Nr. 1007 des Landes Württemberg-Baden wurde 1949 in eingeschränkter Form in das Grundgesetz der Bundesrepublik Deutschland aufgenommen („Niemand darf gegen sein Gewissen zum Kriegsdienst mit der Waffe gezwungen werden“, Art. 4 Abs. 3 GG).

## Ehrungen und Auszeichnungen
- Bundesverdienstkreuz 1. Klasse (3. Juli 1958)[17]
- Goldene Staufermedaille von Baden-Württemberg
- Verdienstmedaille des Landes Baden-Württemberg (1975)[18]
- Bürgermedaille der Stadt Stuttgart (1978)
- Heimatmedaille des Landes Baden-Württemberg (1980)

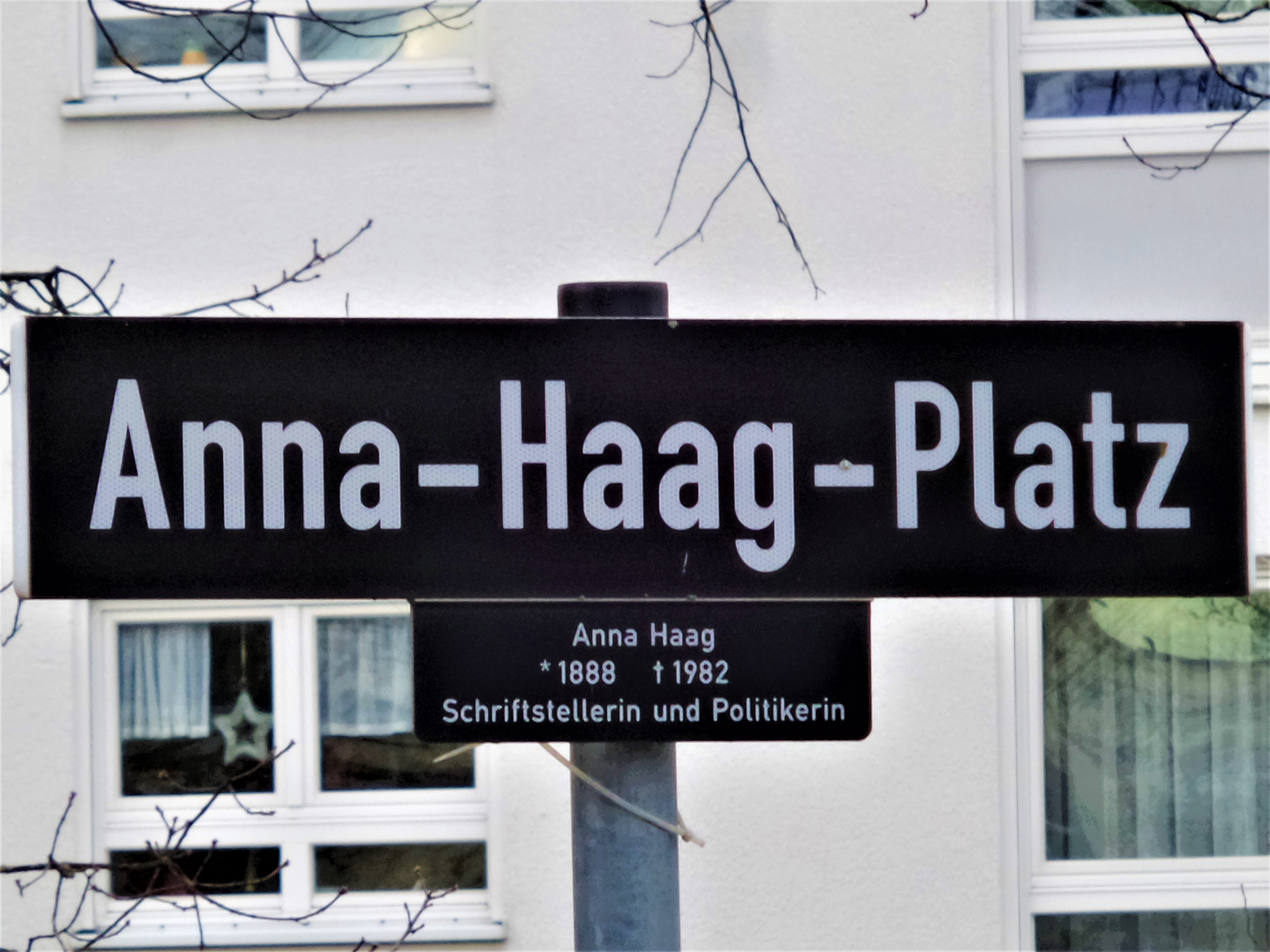
Anna-Haag-Platz in Stuttgart-Degerloch

Der zum Andenken an Thaddäus Troll vom Förderkreis der Schriftsteller:innen in Baden-Württemberg e. V. ab 1981 vergebene Landespreis für Literatur wurde ab 2023 in Anna-Haag-Preis umbenannt.
Mehrere Straßen sind nach ihr benannt:
- Anna-Haag-Ring in Mühlacker
- Anna-Haag-Straße in Schwaikheim
- Anna-Haag-Weg, ein Fußweg ohne Häuser in unmittelbarer Nähe ihres Grabs am Friedhof Stuttgart-Birkach.[20]
- Am Anna-Haag-Platz in Stuttgart-Sillenbuch liegen Gedenkplatten.[5]
- Anna-Haag-Platz in Stuttgart-Degerloch

Zwei Grundschulen wurden nach ihr benannt, eine in ihrer Geburtsgemeinde Althütte und eine in Nürtingen-Neckarhausen.
Außerdem tragen ihren Namen die Hauswirtschaftliche Schule in Backnang, das Anna-Haag-Mehrgenerationenhaus in Bad Cannstatt und das Trau- und Fraktionszimmer im Dettinger Rathaus „Schlössle“.

## Werke
- Die vier Roserkinder. Geschichten aus einem Waldschulhaus. Salzer, Heilbronn 1926.
- Renate und Brigitte. Otto Uhlmann Verlag, Berlin 1937 (zuvor als Serie im Stuttgarter Neues Tageblatt 1932 erschienener Roman).
- Ich lerne Auto fahren. In: Der Schwabenspiegel. Jg. 28 (1934), Nr. 43, 23. Oktober 1934, S. 340f.
- Ursula macht Inventur (ab dem 20. März 1935 als Serie in der Leipziger Abendpost, Abendausgabe der Leipziger Neueste Nachrichten, erschienener Roman); keine Buchausgabe.
- Paul fliegt raus! (Kindergeschichte für Jungen, als Serie in der Kinderbeilage der Basler National-Zeitung erschienen im Herbst 1937).
- … und wir Frauen? Hrsg. von der „Internationalen Frauenliga für Frieden und Freiheit“, Gruppe Württemberg. Liga gegen den Faschismus, Stuttgart 1945.
- Frau und Politik. Volk und Zeit, Karlsruhe 1946 (Rede vor einer Gruppe SPD-Frauen, vorgetragen in Karlsruhe am 24. März 1946).
- Die Weltbürgerin. Anna Haag (Hrsg.), erstes Heft Februar 1949.
- Ich reise nach Amerika. Klett, Stuttgart 1950.
- Zum Mitnehmen: Ein bißchen Heiterkeit. Bonz, Stuttgart 1967.
- Das Glück zu leben: Erinnerungen an bewegte Jahre. Bonz, Stuttgart 1968.
- Gesucht: Fräulein mit Engelsgeduld; ein vergnüglicher Roman. Bonz, Stuttgart 1969.
- Der vergessene Liebesbrief und andere Weihnachts- und Silvestergeschichten. Bonz, Stuttgart 1969.
- Zu meiner Zeit. Stieglitz-Verlag Händle, Mühlacker 1978, ISBN 3-7987-0175-X (Erinnerungen).
- Für einen Nachmittag. Stieglitz-Verlag Händle, Mühlacker 1980, ISBN 3-7987-0187-3 (Reflexionen und Erinnerungen).
- Leben und gelebt werden: Erinnerungen und Betrachtungen. Hrsg. von Rudolf Haag. Silberburg, Tübingen 2003, ISBN 978-3-87407-562-6.
- „Denken ist heute überhaupt nicht mehr Mode“. Tagebuch 1940–1945. Hrsg. und Nachw. von Jennifer Holleis, Reclam, Stuttgart 2021, ISBN 978-3-15-011313-4.